# جاناتان کاپلان
جاناتان کاپلان (فرانسوی: Jonathan Kaplan‎؛ زادهٔ ۲۵ نوامبر ۱۹۴۷ – درگذشتهٔ ۱ اوت ۲۰۲۵) یک کارگردان اهل فرانسه بود.